# Mustafa Abdülcemil Qırımoğlu
Mustafa Abdülcemil Cemilev, anche noto con l'appellativo Qırımoğlu (lett. "Figlio della Crimea") (in cirillico Мустафа Абдюльджемиль Джемилев, Къырымогълу; AFI: [mustɑˈfɑ ɑbdyld͡ʒɛˈmil d͡ʒɛˈmilɛw], [qərəmɔɣˈlu]; Ay-Serez, 13 novembre 1943) è un politico e letterato ucraino di etnia tatara di Crimea.
È il presidente della Mejlis dei tartari di Crimea nonché membro del Parlamento ucraino a partire dal 1998. È un leader riconosciuto del Movimento Nazionale dei tatari di Crimea e un ex sovietico dissidente.

## Biografia
Cemilev è nato nella penisola di Crimea il 13 novembre 1943. Aveva solo sei mesi quando la sua famiglia, con il resto della popolazione tatara di Crimea, è stata espulsa dalle autorità sovietiche nel maggio del 1944.
È cresciuto in esilio, in Uzbekistan. All'età di 18 anni, lui e molti dei suoi amici attivisti istituirono l'Unione dei Giovani tatari di Crimea. Egli iniziò così la lotta ardua e lunga per il riconoscimento dei diritti dei Tatari di Crimea per ritornare alla loro patria. Tra il 1966 e il 1986, Cemilev è stato arrestato sei volte per attività anti-sovietica e quel tempo lo passò, o nelle prigioni sovietiche e nei Gulag, o vivendo sotto sorveglianza. Cemilev è anche ricordato per aver fatto il più lungo sciopero della fame nella storia del movimento a sostegno dei diritti umani. Lo sciopero della fame è durato 303 giorni, ma è sopravvissuto a causa di una alimentazione forzata.
Nel maggio 1989, è stato eletto a capo del neonato Movimento Nazionale dei tatari di Crimea. Lo stesso anno tornò in Crimea con la sua famiglia, una mossa che poteva facilitare il ritorno in patria dei 250.000 Tatari esuli. Nel mese di ottobre del 1998, il Commissariato delle Nazioni Unite per i Rifugiati consegnò a Cemilev la Nansen Medal per i suoi sforzi eccezionali e "il suo impegno per il diritto al ritorno in patria dei Tartari di Crimea". In un'intervista che Cemilev ha dato poco dopo aver ricevuto la Medaglia Nansen, ha sottolineato che "quando vengono utilizzati mezzi violenti, persone innocenti muoiono, e nessuna giusta causa può giustificare la perdita di vite innocenti". Il Movimento Nazionale dei tatari di Crimea, infatti, è stato caratterizzato dal persistente affidamento sulla non-violenza.